# Lisio
Lisio är en ort och kommun i provinsen Cuneo i regionen Piemonte i Italien. Kommunen hade 188 invånare (2018).